# РК ПКБ
Рукометни клуб ПКБ је рукометни клуб из Падинске Скеле, Београд, Србија. Клуб је основан 1963. године. Тренутно се такмичи у Суперлиги Србије.